# Hradec Králové

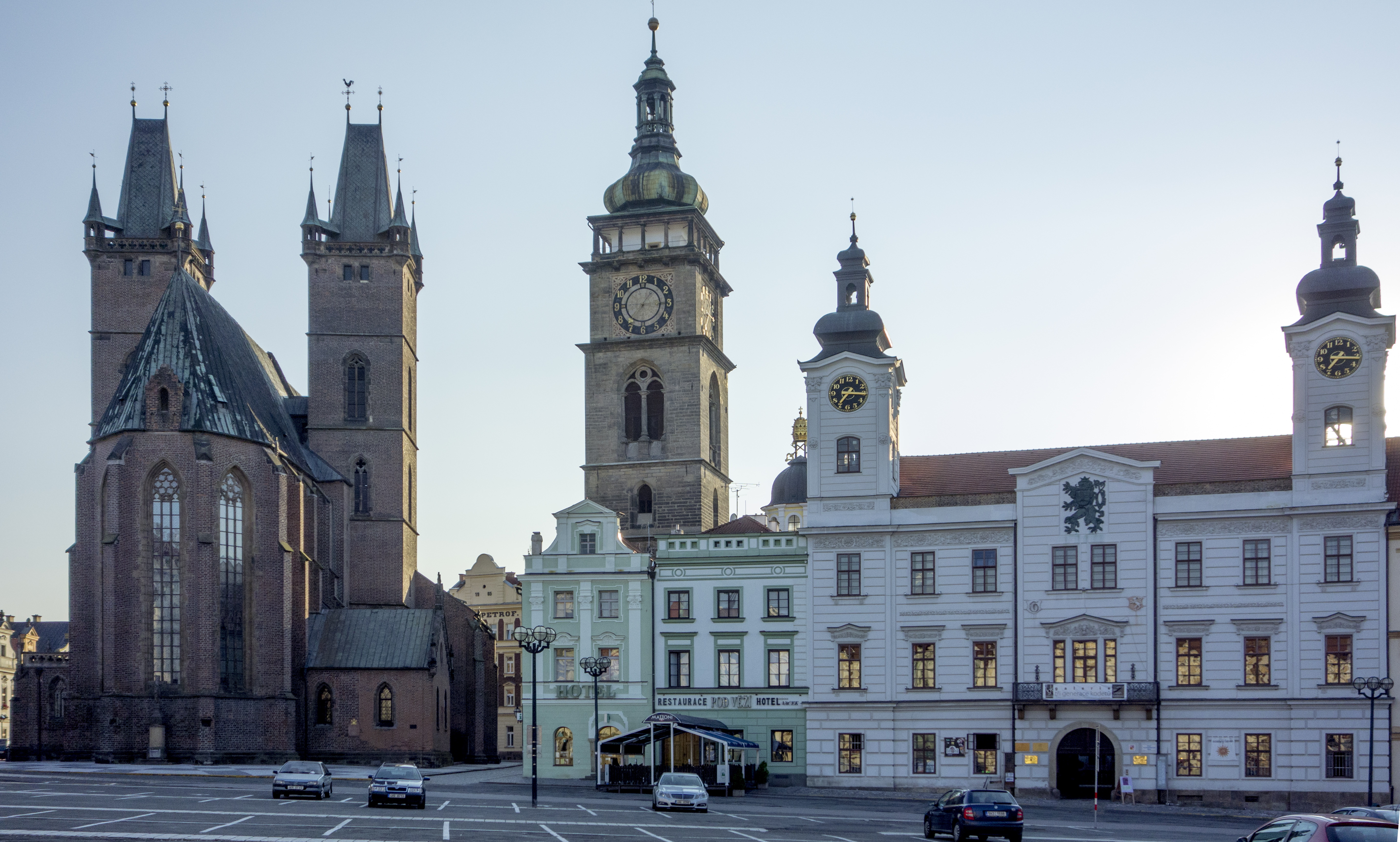
Hradec Králové

Hradec Králové ([ˈɦradɛt͡s ˈkraːlovɛː]́ⓘ en alemán: Königgrätz) es una ciudad y la capital de región de Hradec Králové y del distrito de Hradec Králové en la República Checa. Está situada en el este del país, a orillas de los ríos Elba y Orlice, aproximadamente 100 km al este de la capital, conectada con autopista D11.
Es la ciudad más antigua de la República Checa (1225) con un conjunto de edificios históricos protegidos a nivel nacional, entre otras la catedral del Espíritu Santo, la Torre Blanca y el palacio obispal.
Las instituciones culturales más destacadas son la Filarmónica de Hradec Králové y el Teatro de Klicpera (Klicperovo divadlo). En el ámbito deportivo la ciudad cuenta con un parque acuático, estadio de fútbol y estadio de hockey sobre hielo.
La ciudad es sede de la Universidad de Hradec Králové y Universidad Carolina (Facultad de Farmacia y Medicina).
En sus inmediaciones tuvo lugar en 1866 la batalla de Sadowa, durante la guerra austro-prusiana.